# Gordafarid
Gordafarid (en persan : گردآفرید) est une héroïne du Livre des Rois de Ferdowsi. Elle se bat contre Sohrab.